# David Venditti
David Venditti (Bellegarde-Poussieu, 1º giugno 1973) è un ex rugbista a 15 e allenatore di rugby a 15 francese, già centro / ala di Bourgoin-Jallieu e Brive.

## Biografia
Nato in Francia da genitori italiani, Venditti esordì in campionato con la maglia del Bourgoin-Jallieu, nel quale militò prima di approdare al Brive.
Con la squadra del Limosino Venditti vinse la Heineken Cup nel 1997, laureandosi quindi campione d'Europa a livello di club, e l'anno seguente raggiunse di nuovo la finale di tale competizione; allo Stade français nel 2000, si conquistò l'accesso a una terza finale di Heineken Cup con il club parigino nel 2001.
Esordiente in Nazionale francese nel 1996 contro la Romania, disputò un Cinque e un Sei Nazioni; il primo, quello del 1997, corrispose anche a un Grande Slam conseguito dalla Francia; il secondo, nel 2000, fu anche l'ultimo atto internazionale del giocatore, che disputò il suo incontro finale il 1º aprile contro l'Italia.
Tornato al Bourgoin-Jallieu nel 2002, intraprese l'attività di allenatore dei tre quarti nel 2005 a Limoges, prima di tornare a giocare all'inizio della stagione 2007/08 tra le file del Souillac.
A gennaio 2009, per via dei molteplici infortuni dei quali ha sofferto, Venditti ha deciso il suo ritiro dall'attività agonistica.

## Palmarès
- Heineken Cup: 1
Brive: 1996-97